# ГЕС Сілеру-Нижня
ГЕС Сілеру-Нижня – гідроелектростанція на півдні Індії у штаті Андхра-Прадеш. Знаходячись після ГЕС Донкарай, становить нижній ступінь в каскаді на річці Сілеру, лівій притоці Сабарі, котра в свою чергу є лівою притокою Годаварі (одна з найдовших річок країни, яка впадає в Бенгальську затоку на узбережжі Андхра-Прадеш біля міста Раджамандрі).
В межах проекту Сілеру перекрили греблею Донкарай, яка забезпечує накопичення суттєвого ресурсу і тим самим здійснює регулювання стоку. За 1 км ліворуч від неї для закриття сідловини споруджена земляна дамба, при якій і працює ГЕС Донкарай. Від останньої вода надходить до дериваційного каналу довжиною 16,1 км, що прямує по висотах над річкою та приблизно посередині проходить через невелику водойму, утворену на Alimeru Vaghu, лівій притоці Сілеру.
Завершується канал у дещо більшому резервуарі, який утримує земляна гребля на одному зі струмків лівобережжя. Дана споруда має висоту 67 метрів та довжину 548 метрів і потребувала 2669 тис м3 матеріалу. З цього останнього сховища, яке простягнулось на понад два кілометри, ресурс потрапляє до тунелю довжиною біля 3 км, за чим надходить у два водоводи довжиною по 0,5 км та діаметром по 5,5 метра, що подають ресурс до машинного залу.
Основне обладнання станції становлять чотири турбіни типу Френсіс потужністю по 115 МВт, які при напорі від 173 до 200 метрів (номінальний напір 193,6 метра) забезпечують виробництво майже 1,5 млрд кВт-год електроенергії на рік. 
Відпрацьована вода повертається у річку по відвідному каналу довжиною 0,55 км.